# بنجامين فرانكلين كيلر
بنجامين فرانكلين كيلر (بالإنجليزية: Benjamin Franklin Keller)‏ هو محامي وقاضي أمريكي، ولد في 21 أبريل 1857 في بوالسبورغ في الولايات المتحدة، وتوفي في 8 أغسطس 1921.